# Oszun

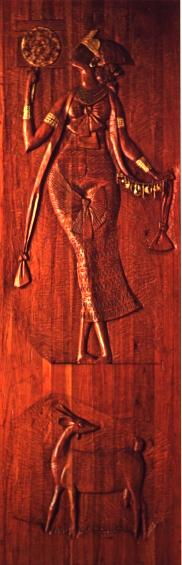
Oxum - drewniana płaskorzeźba Carybégo

Oszun, (Osun, Ochun, Oxum – w systemie wierzeń Jorubów – orisza (bogini) miłości. Jej imię pochodzi od rzeki Osun w Nigerii. Tradycyjnie kult Oszun związany był z rzekami i strumieniami.
W nigeryjskiej miejscowości Osogbo odbywa się doroczne święto na cześć Oszun. Święty gaj Oszun, w którym znajduje się poświęcone jej sanktuarium, został wpisany w 2005 roku listę światowego dziedzictwa UNESCO.
Poza Afryką, kult Oszun jest rozpowszechniony w wielu krajach Ameryki, zwłaszcza w Brazylii, w ramach candomblé oraz na Kubie w synkretycznym nurcie, zwanym santeria.